# Nestor Carbonell
Nestor Gastón Carbonell (New York, 1º dicembre 1967) è un attore statunitense, noto per i ruoli di Luis Rivera nella sit-com Susan, Richard Alpert nella serie televisiva Lost e lo sceriffo Alex Romero in Bates Motel.

## Biografia
Nestor Carbonell è nato a New York il 1º dicembre 1967 da padre cubano di origini catalane e basche e da madre cubana di origini basche e spagnole. Ha studiato all'Università di Harvard. La sua carriera di attore ha avuto inizio nei primi anni novanta, con piccole apparizioni in telefilm come Law & Order - I due volti della giustizia e Melrose Place. Dal 1996 al 2000 ha interpretato il fotografo playboy Luis Rivera nella sit-com Susan, al fianco di Brooke Shields. Terminata la serie, ha ottenuto il ruolo di protagonista in Jack il cane del 2001. Negli anni successivi ha continuato a lavorare in campo televisivo, come guest star in Ally McBeal e Scrubs - Medici ai primi ferri e con ruoli ricorrenti in Squadra Med - Il coraggio delle donne e Cold Case - Delitti irrisolti. Al cinema ha ottenuto una parte in The Lost City e in Smokin' Aces, dove ha interpretato il serial killer latino-americano Pasquale Acosta.
Dopo aver prestato la voce alla serie Kim Possible, ha ottenuto il ruolo di Richard Alpert nella terza stagione di Lost; in principio si è rifiutato di rientrare a far parte del cast della serie per poter lavorare nella serie I signori del rum. Durante lo sciopero degli sceneggiatori, tuttavia, la serie è stata cancellata e Carbonell si è potuto liberare dal contratto che lo legava alla CBS, riprendendo a lavorare in Lost nelle tre serie a seguire, anche qui come regular character. Nel 2008 ha interpretato il sindaco di Gotham City ne Il cavaliere oscuro e nel 2012 ne Il cavaliere oscuro - Il ritorno di Christopher Nolan.
Carbonell nel 2011 è entrato a far parte del cast della serie tv Ringer, nella quale ha interpretato il ruolo del Det. Victor Machado.

## Vita privata
L'attore è sposato con Shannon Kenny, conosciuta sul set di un film televisivo. La coppia ha due figli, Rafael (n. 2002) e Marco (n. 2005).
Carbonell è noto per il suo sguardo e le ciglia particolarmente scure: in molte interviste ha tenuto a sottolineare che i suoi occhi sono una sua caratteristica fisica e che non fa uso di nessun tipo di trucco.

## Filmografia

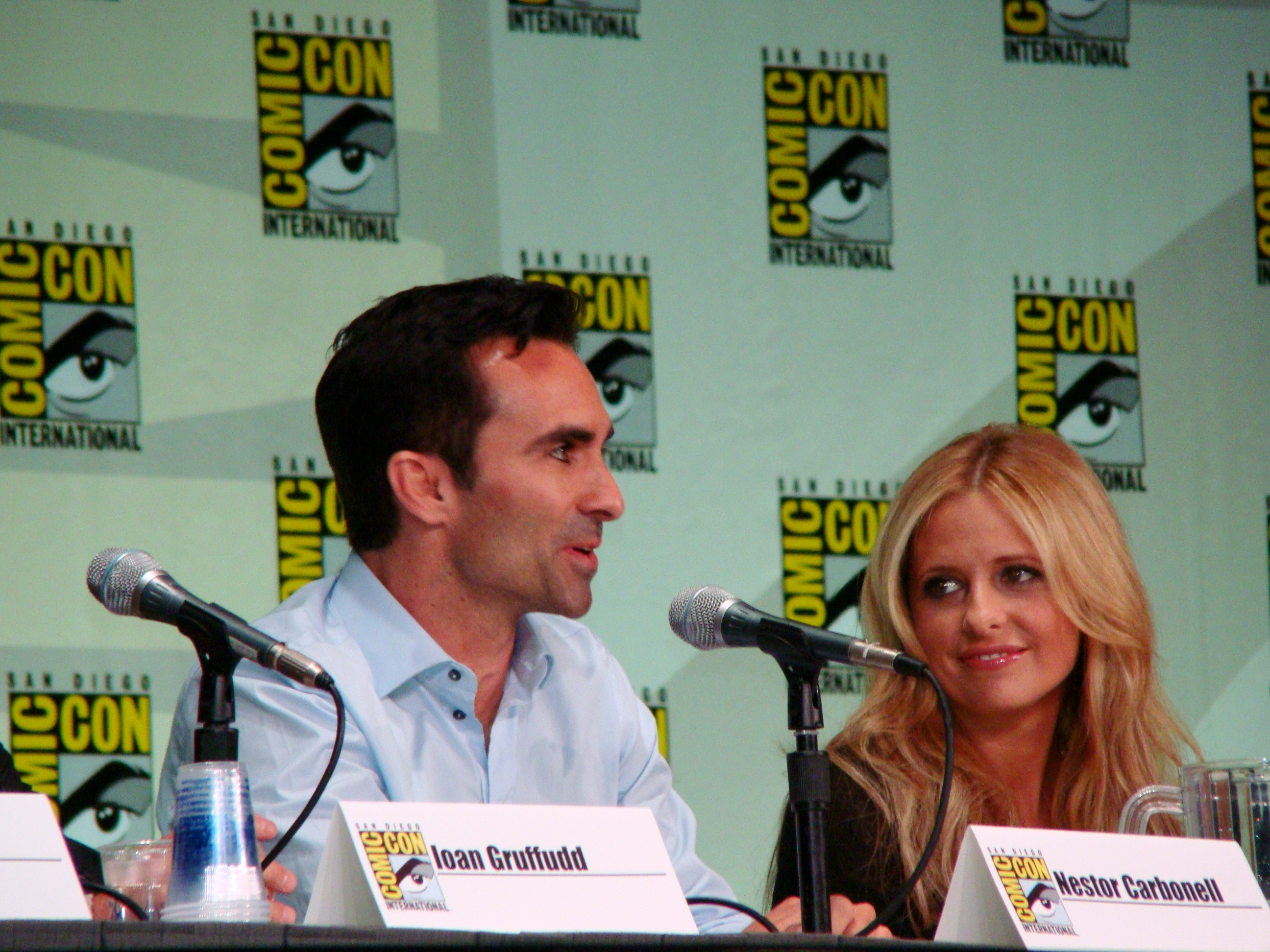
Nestor Carbonell e Sarah Michelle Gellar al San Diego Comic-Con 2011

### Attore

#### Cinema
- Jack il cane (Jack the Dog), regia di Bobby Roth (2001)
- The Lost City, regia di Andy García (2005)
- Smokin' Aces, regia di Joe Carnahan (2006)
- Killer Movie, regia di Jeff Fisher (2008)
- Il cavaliere oscuro (The Dark Knight), regia di Christopher Nolan (2008)
- Cristiada, regia di Dean Wright (2011)
- Il cavaliere oscuro - Il ritorno (The Dark Knight Rises), regia di Christopher Nolan (2012)
- Imperium, regia di Daniel Ragussis (2016)
- Bandit, regia di Allan Ungar (2022)
- The Image of You, regia di Jeff Fisher (2024)

#### Televisione
- Law & Order - I due volti della giustizia (Law & Order) – serie TV, episodio 2x08 (1991)
- Melrose Place – serie TV, episodio 1x03 (1992)
- Susan (Suddenly Susan) – serie TV, 93 episodi (1996-2000)
- Noriega, prediletto da Dio o mostro (Noriega: God's Favorite), regia di Roger Spottiswoode – film TV (2000)
- The Tick – serie TV, 9 episodi (2001-2002)
- The Laramie Project, regia di Moisés Kaufman (2002)
- Scrubs - Medici ai primi ferri (Scrubs) – serie TV, episodio 3x17 (2004)
- Detective Monk (Monk) – serie TV, episodio 2x15 (2004)
- Squadra Med - Il coraggio delle donne (Strong Medicine) – serie TV, 11 episodi (2004-2006)
- Dr. House - Medical Division (House M.D.) – serie TV, episodio 1x13 (2005)
- Day Break – serie TV, episodio 1x04 (2006)
- Cold Case - Delitti irrisolti – serie TV, episodi 4x02-4x06-4x07 (2006)
- I signori del rum (Cane) – serie TV, 13 episodi (2007)
- Lost – serie TV, 36 episodi (2007-2010) – Richard Alpert
- Psych – serie TV, episodi 5x08 - 5x09 (2010)
- Ringer – serie TV, 22 episodi (2011-2012)
- Wilfred – serie TV, 3 episodi (2011-2014)
- Person of Interest – serie TV, episodio 3x19 (2014)
- The Good Wife – serie TV, episodio 5x20 (2014)
- State of Affairs – serie TV, 7 episodi (2014-2015)
- Bates Motel – serie TV, 48 episodi (2013-2017)
- Midnight, Texas – serie TV, 7 episodi (2018)
- The Morning Show – serie (2019-in corso)
- Shōgun – miniserie TV, 3 episodi (2024)
- Pulse – serie TV, 8 episodi (2025)

### Doppiatore
- Kim Possible – serie animata, 12 episodi (2002-2007)
- I pinguini di Madagascar (The Penguins of Madagascar) – serie animata, 3 episodi (2010-2012)
- Jake e i pirati dell'Isola che non c'è (Jake and the Never Land Pirates) – serie animata, episodi 3x02 - 3x30 (2015)
- Elena di Avalor – serie animata, episodio 2x01 (2017)
- Big Hero 6 - La serie (Big Hero 6: The Series) – serie animata, 4 episodi (2019-2020)

## Doppiatori italiani
Nelle versioni in italiano delle opere in cui ha recitato, Nestor Carbonell è stato doppiato da:
- Francesco Prando in Lost, I signori del rum, Ringer, Dead Drop - Caccia al traditore, Bates Motel, State of Affairs, Midnight, Texas, The Morning Show, Bandit, The Image of You
- Roberto Gammino in The Lost City, Il Cavaliere Oscuro, Il Cavaliere Oscuro - Il ritorno
- Fabio Boccanera in Law & Order - I due volti della giustizia, Dr. House - Medical Division
- Stefano Thermes in Shōgun, Pulse
- Saverio Moriones in Susan
- Claudio Moneta in Ally McBeal
- Gaetano Varcasia in Resurrection Blvd.
- Lorenzo Scattorin in Squadra Med - Il coraggio delle donne
- Fabrizio Pucci in Detective Monk
- Antonio Sanna in Smokin' Aces
- Franco Mannella in Cold Case - Delitti irrisolti
- Fabrizio Vidale in Scrubs - Medici ai primi ferri
- Pasquale Anselmo in Day Break
- Alessio Cigliano in Psych
- Francesco Cavuoto in Cristiada
- Enrico Di Troia in Wilfred
- Riccardo Niseem Onorato in The Good Wife

Da doppiatore è sostituito da:
- Fabrizio Vidale in Kim Possible (1ª voce)
- Francesco Pezzulli in Kim Possible (2ª voce)